# جیمی واکر
جیمی واکر (انگلیسی: Jimmy Walker؛ زاده ۸ آوریل ۱۹۴۴ درگذشته ۲ ژوئیهٔ ۲۰۰۷) یک بازیکن بسکتبال اهل ایالات متحده آمریکا بود.